# 니카노르 (파르메니온의 아들)
니카노르(고대 그리스어: Nικάνωρ, 라틴어: Nicanor, ? - 기원전 330년)는 알렉산더 3세의 장군이며, 중신 파르메니온의 아들이다.

## 생애
니카노르는 기원전 335년 알렉산더의 게타이 원정에 참여하여 이스토로스 강(현 다뉴브강) 도하 작전에서 팔랑크스 부대를 이끌었다. 기원전 334년에 시작된 동정에서 니카노르는 히파스피스트(방패병)를 지휘하였고, 그라니코스 전투, 이수스 전투, 가우가멜라 전투 등 주요 대규모 작전은 이 부대를 지휘했다. 가우가멜라 전투 이후 다리우스 3세를 살해하고 왕을 칭했던 박트리아 사트라프 벳소스를 추격할 때에는 니카노르는 선견대를 이끌었고, 이후에 벳소스를 붙잡아 처형했다. 기원전 330년에 니카노르는 아레이아에서 병사했다. 그의 죽은 직후에 형제인 필로타스 또한 알렉산더와 적대 파벌에 의해 왕을 암살하려 음모를 꾸몄다는 누명을 씌워 처형했고, 아버지 파르메니온도 같이 살해되었다.